# Palić
Palić (cyr. Палић, węg. Palics) – miasto w Serbii, w Wojwodinie, w okręgu północnobackim, w mieście Subotica. Leży w regionie Baczka, przy granicy z Węgrami, nad jeziorem Palić. W 2011 roku liczyło 7771 mieszkańców.
Miasto stanowi ośrodek ruchu turystycznego ze względu na swoje położenie nad jeziorem. Centralnym punktem miasta jest secesyjny "Wielki Park", w którym mieści się m.in. ogród zoologiczny.